# Список переименованных населённых пунктов Калмыкии

## А-Б
- Адык — Южный — Адык
- Антанур — Приютное
- Ачинеры — Состинский — Соста
- Бага-Тугтун — Камыши — Бага-Тугтун
- Бага-Чонос — Балковский — Бага-Чонос
- Бенбедякин — Малое
- Булгун-сала — Троицкое
- Бислюрта — Воробьевка
- Бургсун — Опытное — Бургсун
- Буркул — Озерное — Бага-Бурул
- Бутов — Веселое

## Г-И
- Глубокий — Магна
- Дмитриевское — Лиджин-Худук
- Дутин-Худук — Привольное — Тугтун
- Зун — Матросово
- Ики-Гол — Обильное — Партизанский
- Икитуктун 1-й — Пушкинское
- Икитуктун 2-й — Лапин — Ахнуд
- Ики-Чонос 1-й — Волково — Ики-Чонос
- Ики-Чонос — Ленинский — Ики-Чонос

## К-М
- Каракуль — Эрдниевский
- Кегульта — Садовое — Кегульта
- Кене-Булук — Ергенинский
- Кердата — Цветное — Амур-Санан
- Кетченер-Шебенер — Сухотинский — Советское — Кетченеры
- Красный Камышанник — Комсомольский
- Лагань — Каспийский — Лагань
- Магдын-Худук — им. Чапаева — Ханата
- Маевка — Цорос
- Менгута — Зерновое
- Михайловский — Джалыково

## Н-С
- Нарын Худук — Черноземельское — Нарын Худук
- Немецко-Хагинское — Ульяновское
- Нугры — Первомайский
- Оргакин — Буратинский — Оргакин
- Оренбургский 2-й — Чапаевское
- Орлов — Пролетарский
- Рыжково — Красинское
- Ставка — Бурунский — Цаган Аман

## Т-Х
- Тавн-Гашун — Холмистый — Тавн-Гашун
- Тачин-Царунг 1-й — Манджикины
- Тачин-Царынг 2-й — Красный Маныч — Южный
- Улан-Туг — Прикумский
- Улан-Эрге — Красное — Улан-Эрге
- Утта — Путевое — Утта
- Фриденталь — Дружный
- Хапчины — Северное
- Харгата — Курганный — Харгата
- Харон-Кудук — Присарпинский — Барун
- Хот-Бурата — Смушковое — Бурата
- Хулхута — Придорожное — Хулхута

## Ц-Ш
- Цаган-Нур — Приозерное — Цаган-Нур
- Цаган-Усун-Худук — Сарпинский — Сарпа
- Цаган-Усн — Беловодное — Цаган-Усн
- Чарлакта — Полевое — Чарлакта
- Черноземельская — Кумской
- Чилгир — Лиманский — Чилгир
- Чонин-Сала — Ики-Бурул
- Шенфельд — Краснополье
- Шин-Терл — Виноградное

## Э-Я
- Эвдик — Озерное — Эвдик
- Элиста — Степной — Элиста
- Эсто-Хагинка — Степное — Яшалта
- Юста — Трудовой — Юста
- Яшалта — Соленое